# Субпрефектура Сидади-Тирадентис
Субпрефектура Сидади-Тирадентис (порт.  Subprefeitura da Cidade Tiradentes) — одна из 31 субпрефектур города Сан-Паулу, находится в восточной части города. Общая площадь 15 км². Численность населения — 242 077 жителей.
В составе субпрефектуры Сидади-Тирадентис всего 1 округ:
- Сидади-Тирадентис (Cidade Tiradentes)

Субпрефектура является преимущественно «спальным» районом, здесь отсутствуют библиотеки, театры, кинотеатры, культурные центры и др. Однако она имеет и относительно небольшое количество фавел, где живут лишь 5,8 % её жителей